# Arsa (film)
Arsa è un film del 2024 diretto dai Masbedo, un duo di artisti composto da Iacopo Bedogni e Nicolò Massazza.

## Trama
Arsa è una ragazza di diciotto anni bella e introversa che vive nella riserva naturale dell'isola di Stromboli, in una casa affacciata sul mare, da cui scruta l'arrivo dei turisti. Conduce una vita solitaria raccogliendo sulla spiaggia gli scarti portati dal mare che a volte rinascono a nuova vita all'interno del suo originale e personale atelier artistico. La sua vita cambia quando un gruppo di ragazzi arriva sull'isola e prende una casa in affitto vicino alla sua. Uno dei ragazzi, Andrea, affascinato da Arsa, tenta di entrare nel suo mondo e scopre un suo intimo desiderio.

## Distribuzione
Il film, presentato alla Festa del Cinema di Roma 2024 è stato distribuito nelle sale cinematografiche italiane a partire dal 24 aprile 2025.